# Alexandros Kouris
Alexandros Kouris (griechisch Αλέξανδρος Κουρης; Lebensdaten unbekannt) war ein griechischer Geher.
Bei den Olympischen Zwischenspielen 1906 in Athen wurde er Sechster im 1500-m-Gehen.